# Aptenia cordifolia
Aptenia cordifolia é uma espécie de planta com flor pertencente à família Aizoaceae. 
A autoridade científica da espécie é (L.f.) Schwantes, tendo sido publicada em Gartenflora 77: 69. 1928.

## Portugal
Trata-se de uma espécie presente no território português, nomeadamente em Portugal Continental, no Arquipélago dos Açores e no Arquipélago da Madeira.
Em termos de naturalidade é introduzida nas três regiões atrás referidas.

## Protecção
Não se encontra protegida por legislação portuguesa ou da Comunidade Europeia.